# Hoplia tangana
Hoplia tangana är en skalbaggsart som beskrevs av Moser 1924. Hoplia tangana ingår i släktet Hoplia och familjen Melolonthidae. Inga underarter finns listade i Catalogue of Life.